# Odpovědní list
Odpovědný list (nesprávně, ale často označovaný jako opovědný list, německy Fehdebrief nebo Absagebrief) je dokument diplomatické povahy, jehož prostřednictví docházelo v pozdním středověku k vyhlášení soukromé války, Jev, kdy šlechta vedla na základě těchto listů války, se nazývá odpovědnictví. Odpovědný list se nachází na nejasné hranici mezi listininou a listem posélacím (missivem). Odpovědný list byl adresátovi (osobě či městu) přinášen na hrotu kopí a lhůta od doručení listu po záhajení útoku trvala obvykle tři dny. Velké množství odpovědní listů se na území České republiky dochovalo ve Státním oblastním archivu v Třeboni a Státním okresním archivu v Chebu.

## Galerie
- Doručení odpovědního listu, Bernská kronika, 1485
- Odpovědní list Hanse von Waldburg městu Ravensburg z roku 1389